# Holiday in the Sun
Holiday in the Sun è una commedia del 2001 diretta da Steve Purcell ed interpretata da Mary-Kate Olsen e Ashley Olsen. Il film vede il debutto come attrice di Megan Fox. Le riprese si sono svolte alle Bahamas.

## Trama
Madison (Mary-Kate Olsen) ed Alex (Ashley Olsen) Stewart sono due sorelle gemelle dell'Illinois che vengono mandate dai genitori alle Bahamas per le vacanze invernali. All'inizio le due sorelle sono scontente, le due avevano infatti pianificato di andare alla Hawaii con i loro amici. Ma ben presto cominciano ad apprezzare la vacanza forzata soprattutto per i privilegi che vengono offerti loro nell'hotel, ed Alex, in particolare, comincia ad apprezzare il luogo nel momento in cui conosce un ragazzo di nome Jordan e se ne innamora. La ragazza si scontra più volte con la rivale in amore Brianna Wallace (Megan Fox).